# Dusona kamrupa
Dusona kamrupa là một loài tò vò trong họ Ichneumonidae.